# Merenwijk

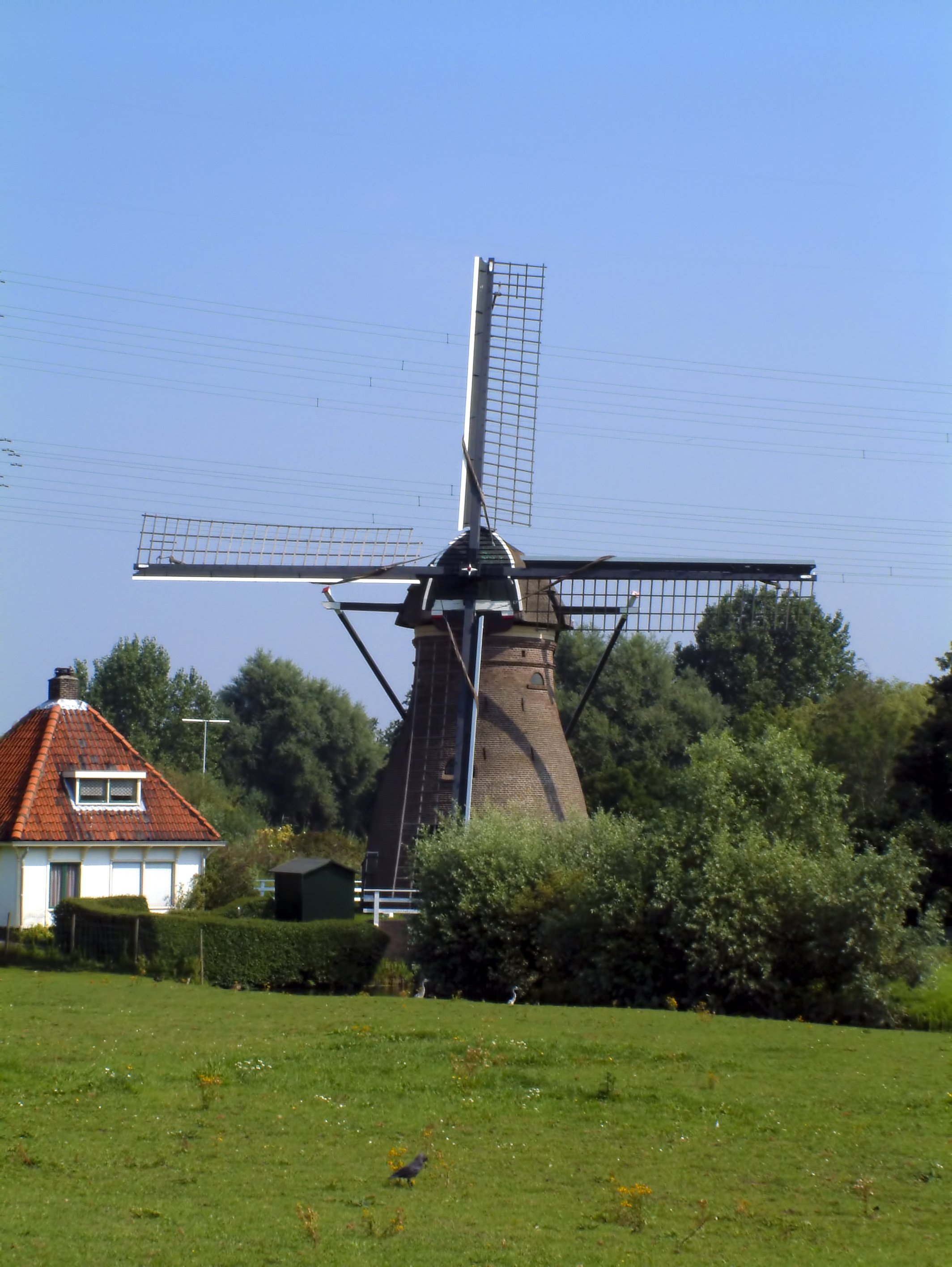
De Stadsmolen aan de Gooimeerlaan

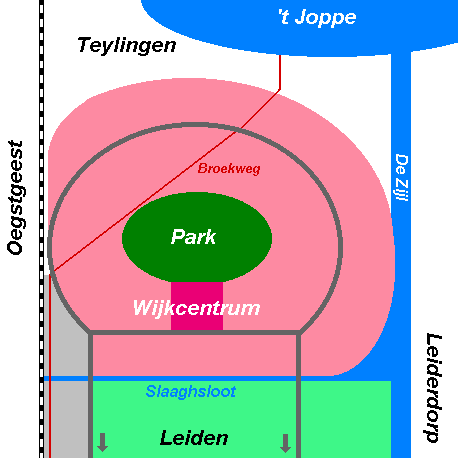
Schematische kaart van de wijk

De Merenwijk is de noordelijkste woonwijk van de Nederlandse stad Leiden.
De wijk wordt in het zuiden van de rest van de stad gescheiden door een groenstrook met volkstuinen en een sportpark. Aan de overige drie zijden ligt de Merenwijk ingeklemd tussen de spoorlijn Leiden - Schiphol/Haarlem (grens met Oegstgeest), de Kagerplassen (gemeente Teylingen) en de Zijl (grens met Leiderdorp). Op 1 januari 2023 telde de Merenwijk 14.085 inwoners.
De Merenwijk vormt een van de tien districten van de gemeente Leiden en kende een eigen districtsraad. In de Merenwijk is een aantal bewonersvertegenwoordigingen al actief, waaronder voor de Zijlwijk en de Zegges. In september 2015 zijn er concrete stappen richting een wijkvereniging voor de gehele Merenwijk gezet; deze is daadwerkelijk opgericht op 15 januari 2016.

## Geschiedenis
De Merenwijk is gebouwd in de Broek- en Simontjespolder, die tot 1966 bij de gemeente Oegstgeest hoorde en in dat jaar grotendeels werd geannexeerd door Leiden. Het eerste deel van de wijk werd opgeleverd in 1971. Aan het eind van de jaren 1980 kwam de Merenwijk gereed toen het laatste (noordwestelijke) deel van Warmond werd geannexeerd. Wat herinnert aan het oude polderlandschap zijn het Park Merenwijk en de Broekweg, die de wijk diagonaal doorsnijdt van het zuidwesten naar het noordoosten. Deze oude polderweg, tegenwoordig een fietspad, wordt aan weerszijden geflankeerd door een sloot en lage wilgen en vormt als het ware een langgerekt parklandschap. De Broekweg is een belangrijke fietsroute vanuit het centrum van Leiden naar de Merenwijk en naar de Kagerplassen.

## Kenmerken
De wijk kenmerkt zich door de in de jaren 1970 en 1980 veel toegepaste bloemkoolstructuur. Er zijn twee invalswegen vanuit de stad, de Gooimeerlaan en de IJsselmeerlaan, die uitkomen op een ringweg, die de naam van diverse Nederlandse meren draagt. De bebouwing bevindt zich zowel binnen als buiten de ring en is grotendeels van de hoofdweg afgekeerd. De woningen zijn gegroepeerd langs autoluwe woonerven en doodlopende straten en pleinen, die kleine subwijkjes vormen. Deze wijkjes zijn niet of nauwelijks door wegen met elkaar verbonden en hebben slechts een of twee toegangen vanaf de ringweg. De woningtypen kunnen per buurt sterk verschillen. Ter onderscheiding eindigen de straatnamen in elke buurt op een vast achtervoegsel, bijvoorbeeld tuin, bloem of werf.
In het hart van de wijk ligt Park Merenwijk met een kinderboerderij. Aan de rand daarvan staat het wijkcentrum, waar vrijwel alle voorzieningen zijn geconcentreerd. Er is onder andere een overdekt winkelcentrum, genaamd De Kopermolen, een oecumenische kerk, een dependance van de openbare bibliotheek en een gezondheidscentrum gevestigd. Eenmaal per week is er markt bij het winkelcentrum. Basisscholen bevinden zich op verschillende locaties verspreid over de wijk. Ten zuidwesten van de Merenwijk, tussen de spoorlijn en de wijk Groenoord, ligt een bedrijventerrein.
Het zuidelijkste deel van de wijk, grenzend aan de Slaaghsloot en ook wel Slaaghwijk genoemd, is het oudst en verrees aan het begin van de jaren 1970. Het grootste deel van deze buurt (de Horsten) bestaat uit galerijflats in de sociale sector, omringd door veel groen. De Slaaghwijk is hiermee atypisch voor de Merenwijk, die verder vooral bestaat uit geschakelde eengezinswoningen en twee-onder-een-kap huizen. Ook het aan de Zijl gelegen zuidoostelijke deel van de wijk (de wallen) valt op. Hier staan vrijstaande villa's van verschillend ontwerp op grote kavels en is een kleine jachthaven te vinden.

## Verkeer en vervoer
Beide invalswegen van de wijk komen uit op de Willem de Zwijgerlaan, de belangrijkste oost-westas ten noorden van het Leidse stadscentrum. Binnen de wijk wordt het verkeer over de rondweg naar de diverse buurten geleid. Het deel van de rondweg tussen de invalswegen is vooral een verbinding tussen het winkelcentrum en andere delen van de wijk. De weg is hier dan ook niet ingericht als doorgaande weg en heeft de vorm van een langgerekt plein.
Per openbaar vervoer is de Merenwijk te bereiken met Qbuzz bussen 3 en 4, die overdag om het kwartier rijden. Deze buslijnen verbinden de wijk met station Leiden Centraal en verder.

## Externe links

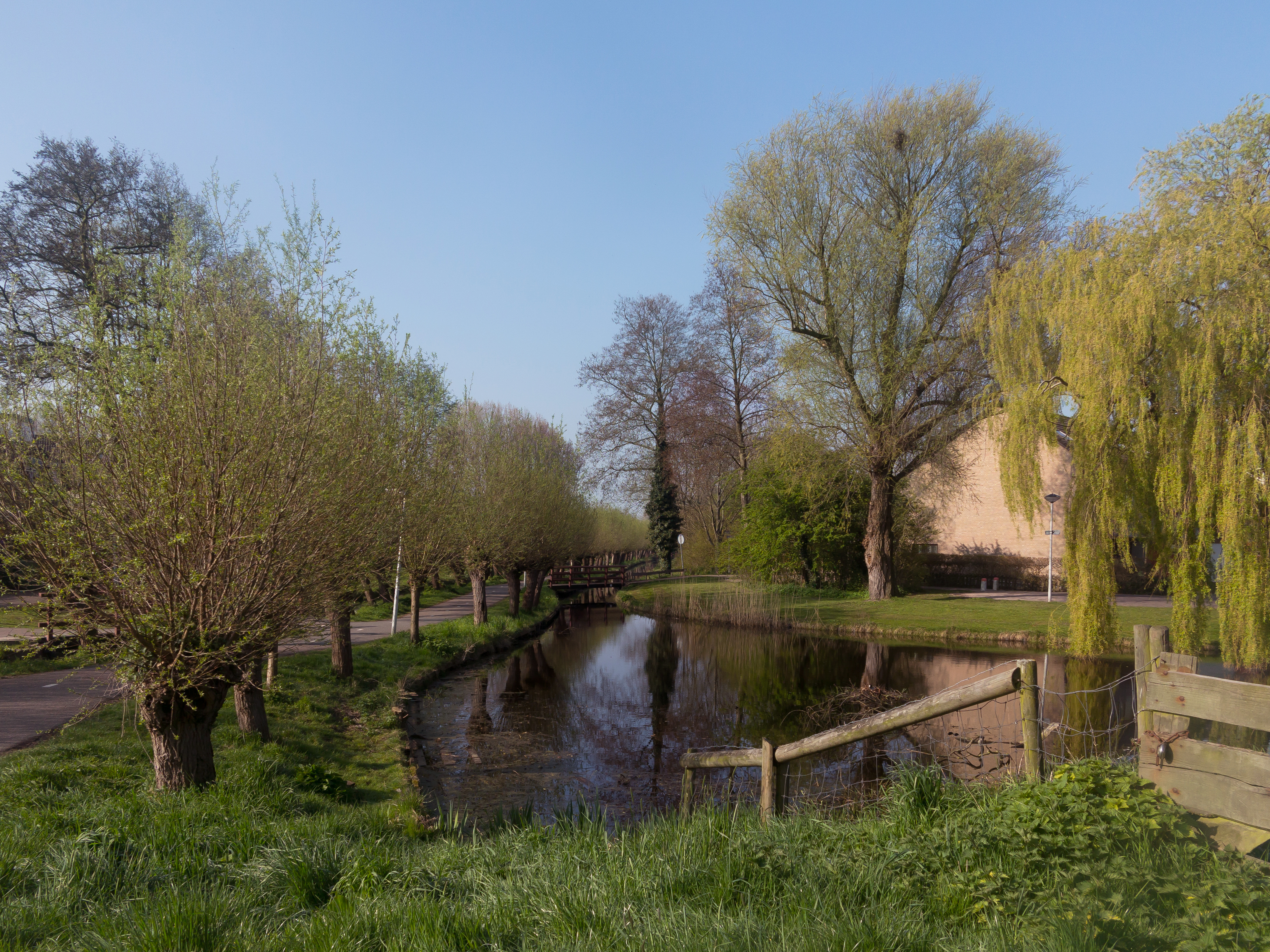
Leiden-Merenwijk, straatzicht de Broekweg